# 지노귀굿
진오기굿 혹은 지노귀굿은 경기도 일대에서 전해져 내려오는, 죽은 사람의 영혼을 극락세계로 보내는 굿이다. 죽은 지 49일 안에 무당을 불러 행하며, 바리공주가 구송된다. 오구굿이라고도 한다. 서울지역에서는 망자천도굿. ‘진혼귀굿’, ‘지노귀굿’, ‘지로귀굿’ 등으로 부르기도 한다. 죽은 사람의 낙지왕생(樂之往生) 또는 저승길의 안전(安全)을 축원하기 위해서 지내는 굿이 진오기굿이다.

## 유래
진오기굿의 유래에 대해서는 알기 어렵고 진오기굿의 의미는 명확하지 않다. 진혼귀(鎭魂鬼)로 보아 죽은 영혼을 달랜다고 보기도 하고, 지노귀(指路鬼)로 보아 혼령이 가는 길을 알려준다는 의미로 보기도 하지만 한자어가 아닌 순우리말일 가능성이 높다. 사람의 죽음의례가 오래전부터 있었음을 고려하면 진오기굿의 역사도 오래된 것으로 보이지만 문헌에서는 전거를 찾을 수 없다. 일제강점기에 아키바 다카시(秋葉隆)와 아카마쓰 지조(赤松智城)의 공저로 1937년에 간행된 『조선무속의 연구』에서 경성 무녀 배경으로 바리공주가 수록된 것으로 보아 오래전부터 서울 지역의 대표적인 의례로 거행이되었음을 알 수 있다.
특히 사령(死靈)굿에서 구연되는 서사무가로 전국적으로 전승되며, 일명 ‘바리데기’·‘오구풀이’·‘칠공주’·‘무조전설(巫祖傳說)’이라고도 한다. 죽은 사람의 영혼을 위로하고 저승으로 인도하기 위하여 베풀어지는 ‘지노귀굿’·‘씨끔굿’·‘오구굿’·‘망묵이굿’ 등의 무속 의식에서 구연된다. 바리공주는 약 20여 편이 채록되었는바, 각 편의 내용은 전승 지역에 따라 많은 차이를 보이고 있으며, 구연자에 따라서도 세부적인 면에서는 차이가 나타나고 있다.

## 변화
서울진오기굿에서는 말미거리에서 서사무가인 바리공주가 구송된다. 성장(盛裝)을 한 무당이 장구를 세워 놓고 치면서 장시간에 걸쳐 서사무가를 부른다. 살아 있는 신화가 온전하게 전승되고 있는 현장이 바로 진오기굿이다.
도령돌기에서는 음악의 기능에 주목할 필요가 있다. 한삼도령을 돌 때에는 굿거리장단, 부채도령을 돌 때에는 별상장단, 칼도령을 돌 때에는 당악장단이 각각 연주된다. 점점 저승으로 가까이 가는 모습을 음악으로 나타낸 것으로, 도령을 도는 무당도 음악에 맞추어 춤동작이 점점 빨라진다.
진오기굿을 마친 재가집은 굿을 시작하기 전보다 훨씬 안정된 모습을 보인다. 이것은 죽음의례를 통해 망자를 온전하게 저승으로 보냈다는 위안의 기능과 함께 죽음의 공포에서 벗어나 일상적인 생활이 영위될 수 있음을 보여주는 현실 회복의 기능을 진오기굿이 수행했기 때문이다.
재수굿에는 재가집이 오지 않고 굿을 하는데 진오기굿은 반드시 재가집이 참가하기에 진오기굿이 아직도 종교의례로서의 기능을 수행하고 있음을 알 수 있다. '굿거리'는 뜬대왕·중디 청배(請拜)·아린말명·사제삼성·말리(바리공주)·넋청·넋보냄·뒷전(진오귀뒷전)으로 구성되는데 모든 거리(마당)에서 무당이 무가(巫歌)를 부른다.

## 같이 보기
- 바리공주

## 참고 자료
- 《서울 진오기굿》, 한국의굿 20, 조흥윤 저, 김수남 역, 열화당(1993년)